# Barco funerario

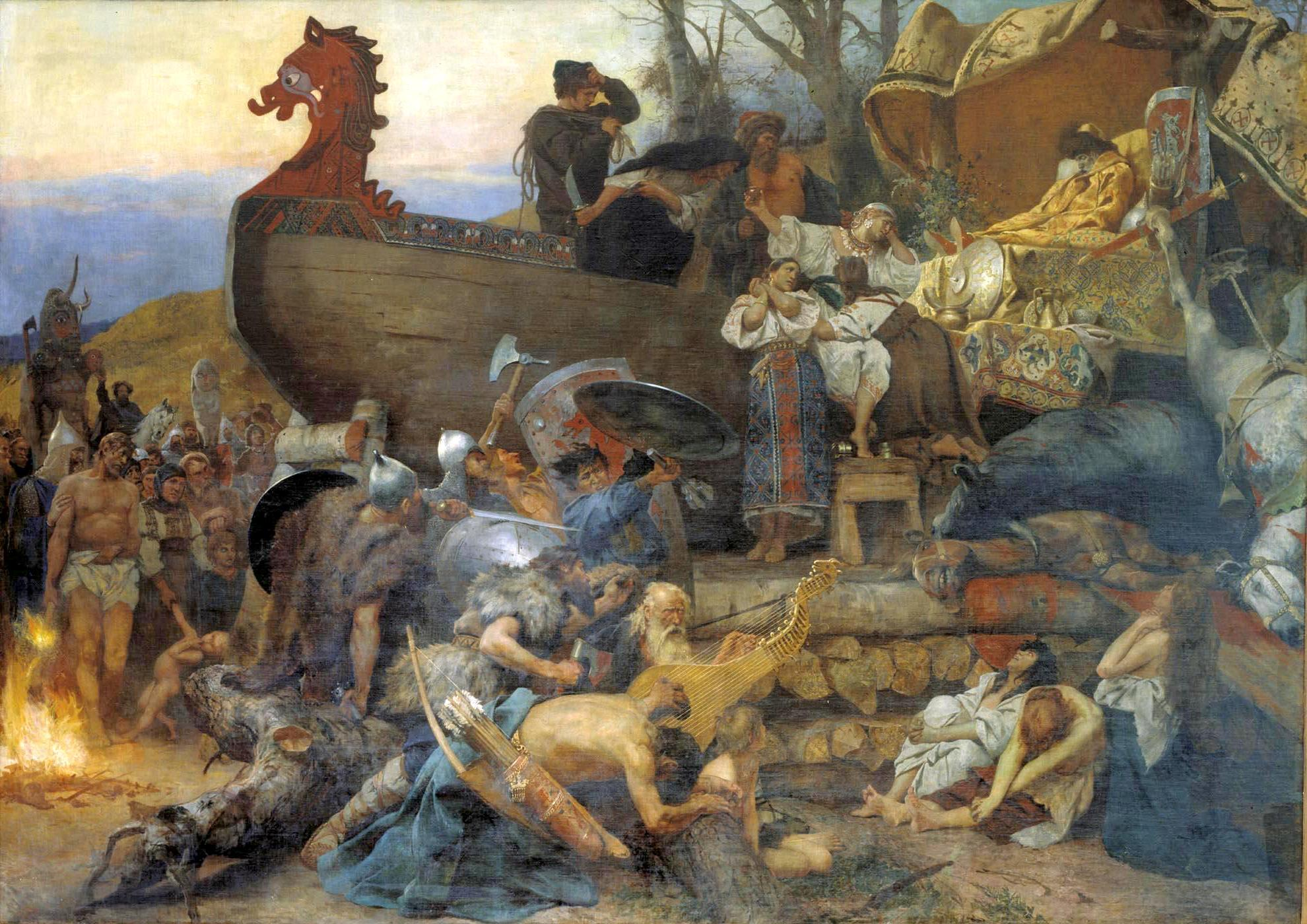
Ceremonia fúnebre de Ígor de Kiev en 945, por Heinrich Semiradski (1845-1902).

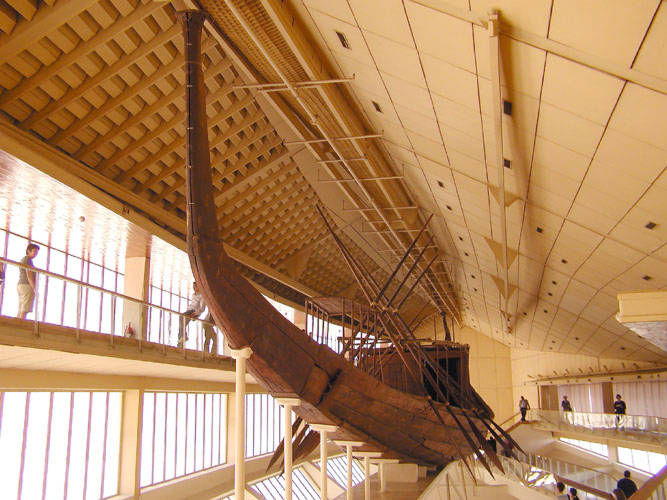
Barca funeraria de Keops. Guiza.

Un barco funerario o barco tumba interviene en una ceremonia funeraria en la que se usa un barco como receptáculo para el difunto y sus bienes, o como parte de los mismos bienes. Esta técnica de inhumación era usada por los anglosajones, los merovingios, los vikingos y, ocasionalmente, por algunos faraones de las primeras dinastías del Antiguo Egipto.

## Barcos funerarios descubiertos
- Barca funeraria de Keops, Guiza (Dinastía IV de Egipto)
- Gokstad, Noruega
- Ladby, Dinamarca
- Oseberg, Noruega
- Sutton Hoo, este de Inglaterra
- Tune, Noruega
- Valsgärde, Suecia
- Vendel, Suecia
- Sarskoye Gorodishche cerca de Rostov
- Timerevo cerca de Yaroslavl